# Domonymie de Bruxelles

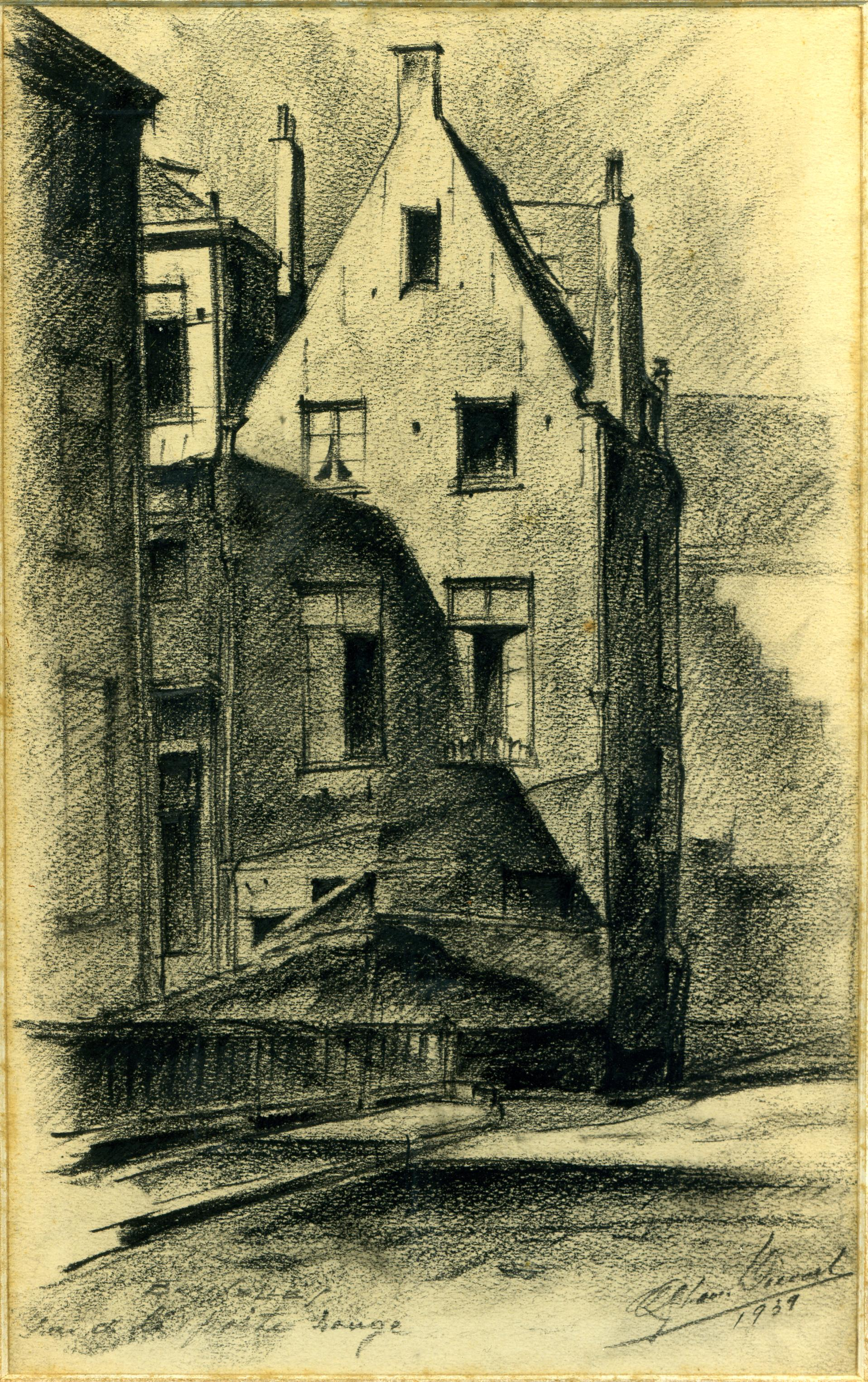
Maison de la Porte Rouge (Maison de Bruegel), à Bruxelles, dessin par Léon Van Dievoet, 1939.

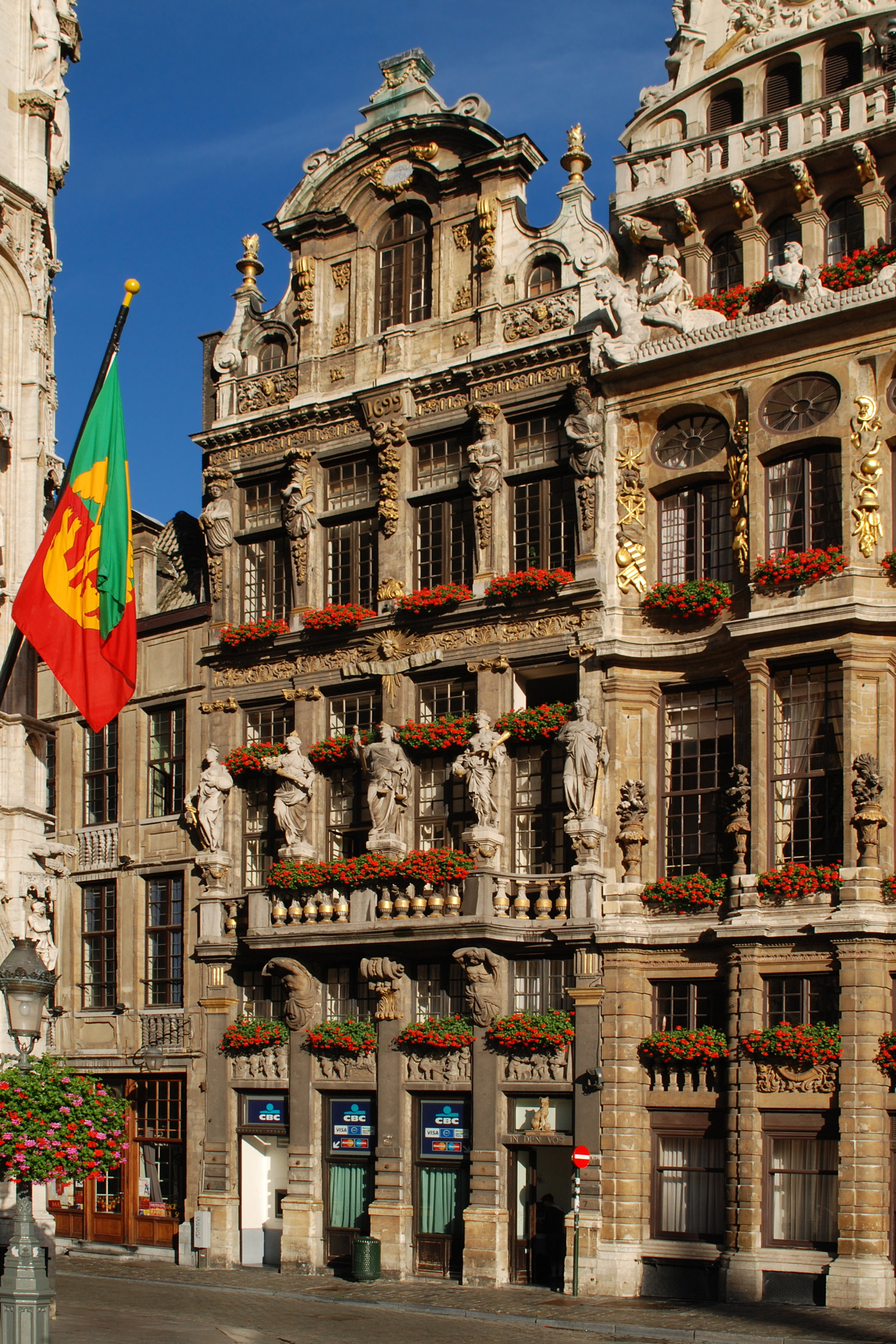
La Maison du Renard.

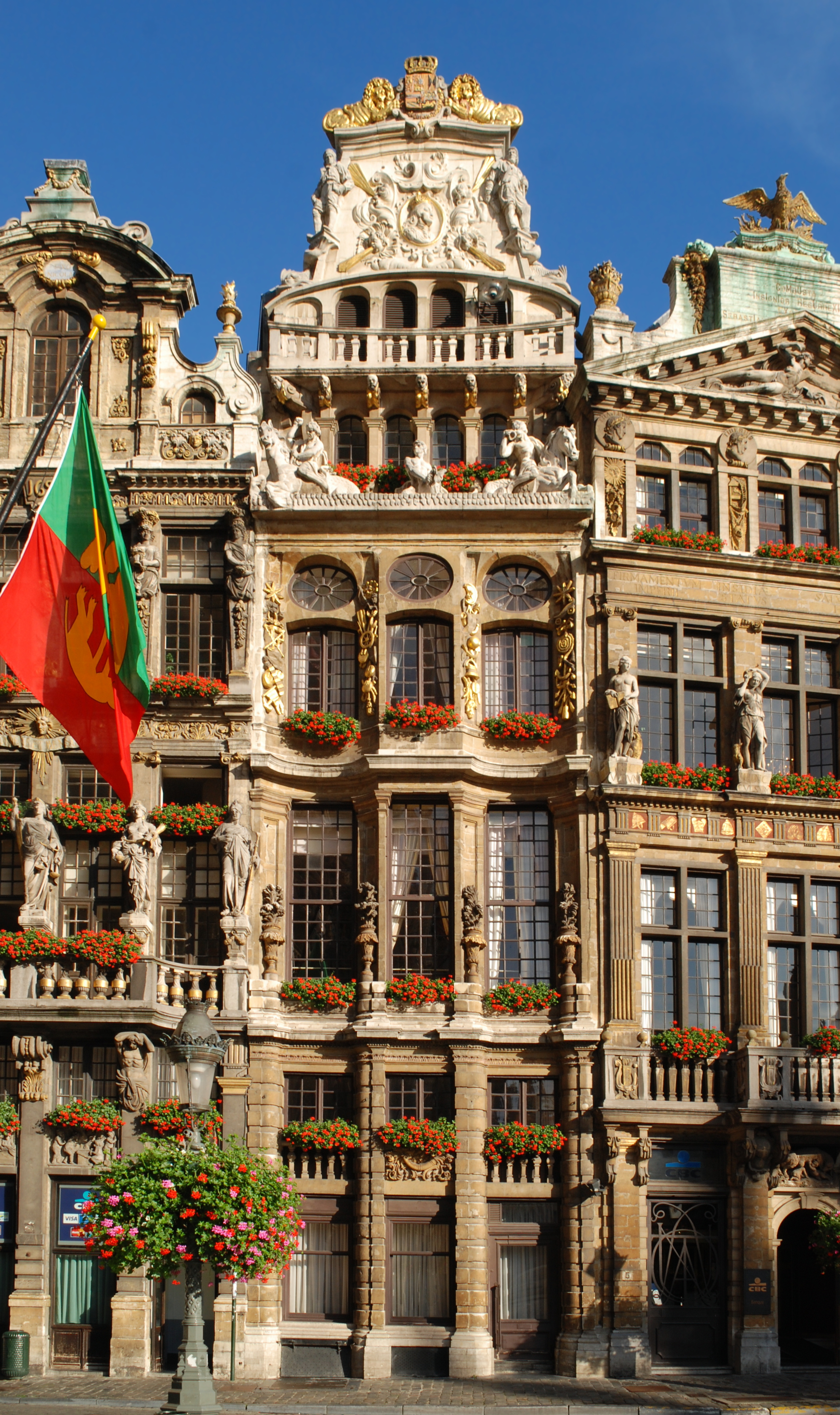
La Maison du Cornet.

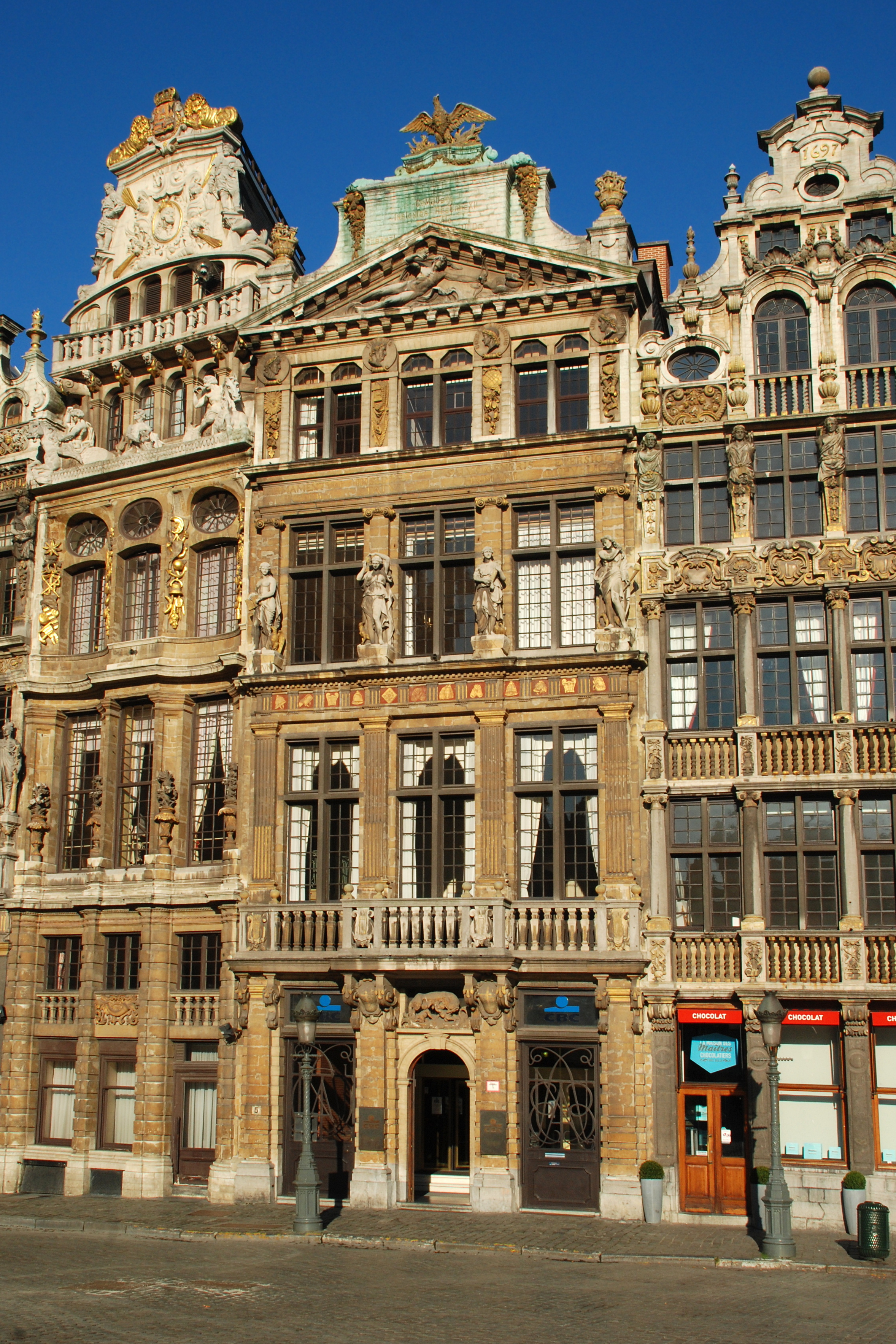
La Maison de la Louve.

À Bruxelles, comme dans de nombreuses villes européennes, la plupart des maisons avait, dès le Moyen Âge, un nom qui servait à l'identifier.
Il en fut ainsi jusqu'à la Révolution française. C'est alors que les Jacobins, désireux de créer une société uniforme, ont non seulement fait détruire les blasons des façades mais également supprimé les noms des maisons.
Contrairement à d'autres villes comme Bâle ou Strasbourg où l'étude des domonymes (du grec δόμος (domos), maison, et ὂνομα (onoma), nom) a fait déjà l'objet de nombreuses publications, cette étude est encore fort restreinte pour Bruxelles[réf. souhaitée], mais s'avère riche d'enseignements.

## Histoire des noms de maisons
Au Moyen Âge, les Lignagers habitaient des poorte (en latin porta), qu'on appelle également steen ou herberg. Il s'agissait de fortes maisons en pierre calcaire dont la partie principale consistait en une puissante tour, munie d'un assommoir capable de balayer des dizaines d'assaillants d'un coup, d'une herse, et d'une forte porte cochère, élément qui a donné à cet édifice le nom de poorte. Un bel exemple de ce type d'habitation bruxelloise, étrangement construit hors les murs, est toujours visible à Haeren-Bruxelles, il s'agit de la poorte de la famille lignagère Madoets. Ce beau modèle de poorte est appelé improprement « castrum de Haeren » alors qu'un castrum désigne une immense forteresse, il s'agit en fait de la porta de Haeren.
C'est d'après le nom de ce genre de bâtiment que les bourgeois se nomment poorter.
Ces porta avaient déjà chacune un nom : la "Poorte van Coeckelberg", la "Poorte van den Galoyse", "de Gouden Poorte", la "Priemspoorte", la "Raempoorte" (à Overmolen), la "porta" des t'Serclaes, dit "le Palais", la "Slozenpoorte" (au Sablon), la "Poorte van de Tafelronde", la "Poorte van Vianen".
Mais outre ces impressionnantes demeures, chaque autre maison avait son nom. Par exemple, dans l'impasse des Trois Pigeons, le "Wit Duyfken", "'t Swijnken", ou, au marché au Fromage, "Het Swert", "De Kat", "Witte Roose", ou l'"IJzeren Draeck", belle et grande maison construite en 1709, d'où pendait un dragon de fer, située à droite de l'allée du Dragon (impasse rebaptisée impasse de la Poupée au XIXe siècle).
Ou bien, par exemple, place de la Vieille Halle au Blé : "Den Haemer", le "Gulden Cam", la "Wit Cruys" et ainsi à l'envi.

## Identification des domonymes
Grâce à la publication par Michel Vanwelkenhuyzen et Albert Mehauden de leur livre La Ville de Bruxelles. Ses habitants, leurs métiers et leurs adresses vers 1767, (Bruxelles, 1998), où sont repris par adresse le nom des diverses maisons de Bruxelles, il est désormais plus facile de les identifier.
La publication en 2017 par Jean-Louis Van Belle du recensement des maisons bruxelloises en 1597-1598, d'après le manuscrit du Sieur de Chassey, donne en français le domonyme de près de sept cent cinquante maisons bruxelloises.
Le recensement de Bruxelles de 1702 a été publié en novembre 2018 par l'association de généalogie Familiekunde Vlaanderen : Herman Swinnen (Red.) et alii, De volkstelling van 1702 in Brussel en omgeving, 1351 pages dont un index détaillé. Près de 1900 domonymes sont cités, dans un index particulier, avec à chaque fois la mention du quartier de Bruxelles dans lequel se trouvait la maison.

## Noms de maisons bruxelloises

### Grand-Place
- le Roi d'Espagne, n° 1
- la Brouette, n° 2-3
- le Sac, n° 4.
- la Louve, n° 5
- le Cornet, n° 6
- le Renard, n° 7
- L'Étoile, n° 8
- Le Cygne, n° 9
- l'Arbre d'Or, n° 10
- la Rose, n° 11
- le Mont Thabor, n° 12
- la Renommée, n° 13
- l'Ermitage, n° 14
- la Fortune, n° 15
- le Moulin à vent, n° 16
- le Pot d'étain, n° 17
- la Colline, n° 18
- la Bourse, n° 19
- Le Cerf, n° 20 (Maison de Gilles van den Eynde)
- Joseph et Anne, n° 21-n°22
- L'Ange, n° 23
- La Chaloupe d'Or, n° 24-25
- le Pigeon, n° 26-27
- Le Marchand d'Or ou Chambrette de l'Amman, n° 28
- Le Heaume, n° 34 (architecte: Pierre Van Dievoet)
- le Paon, n° 35
- le Petit Renard et le Chêne, n° 36 et n° 37
- Sainte-Barbe, n° 38
- l'Âne, n° 39

### Petite rue au Beurre
- Maison de Goude Huyve, n° 17

### Rue du Chêne
- Maison "Sint-Jooris" ou "Kleyne Sint-Jooris" ("Saint-Georges" ou "Petit Saint-Georges"), située numéro 19, au coin de l'impasse du Val des Roses.
- Maison "Den Engel" ("à l'Ange"), au no 21, ancien hôtel de maître avec porte cochère.
- Maison "De Swarte Lelie" ("le Lys Noir"),au no 23-25.
- Ancienne auberge "Saint-Jean-Baptiste" ("Sint-Jan"), au no 27, transformée en musée privé par le peintre Philippe Schott, formant le coin avec la rue de Villers ou rue du Chat Noir (Zwarte Cattestraet).
- ancien hôtel du comte de Vischer de Celles, au no 8, remarquable immeuble de style Louis XVI.

### Rue de la Colline
- Maison de la Balance, n° 24

### Rue du Marché aux Fromages

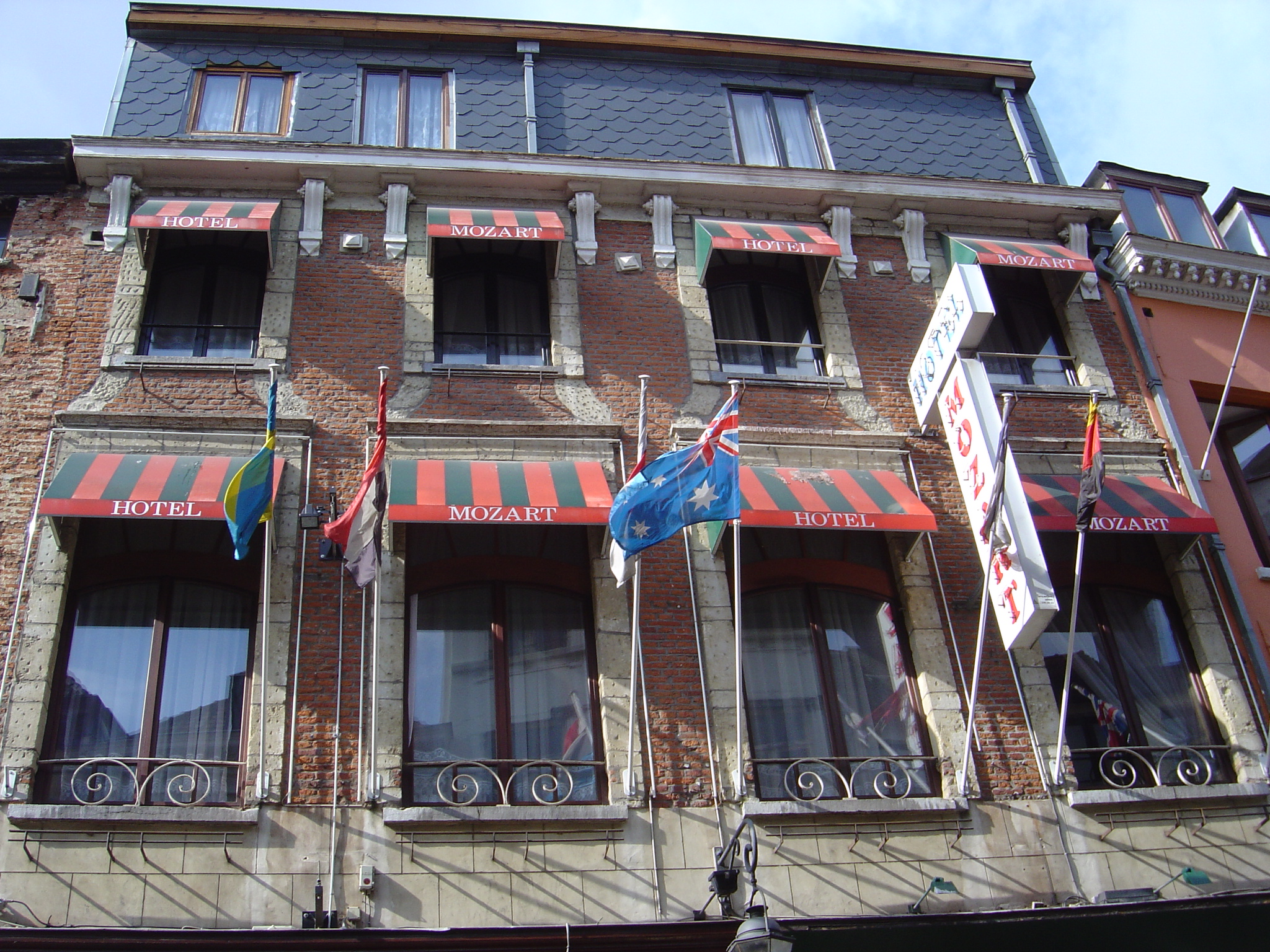
La maison nommée le Dragon de Fer ou den Eyseren Draeck, construite en 1709, actuel 15-17 du Marché au Fromage. Le rez-de-chaussée a été transformé en 1882 pour en faire un espace commercial.

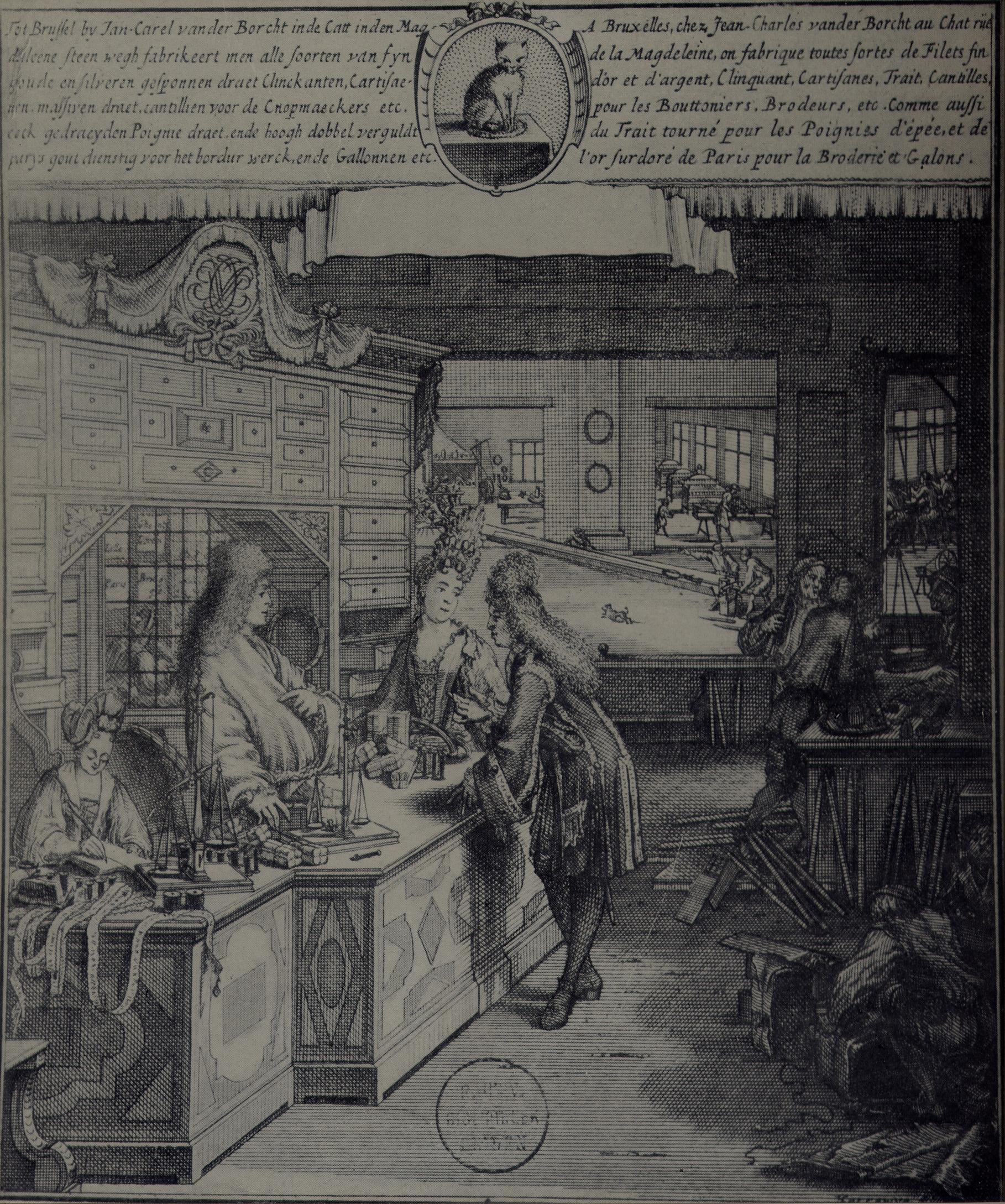
Manufacture de fils d'or et d'argent "Au Chat" (In de Kat), rue de la Madeleine, n° 59, de Jean-Charles Vander Borcht (1668-1735), tireur d'or et d'argent, conseiller et maître général des Monnaies (gravure par Jacques Harrewyn, vers 1694).

- Maison Zeepeerd (le Cheval Marin), actuel n° 1 au coin de la rue des Chapeliers. Encadrement de porte de style Louis XV.
- Maison Drij Pagekens (les Troix Pages), actuel n° 5-7. Façade en briques et grès, récemment décapée.
- Maison De Keyzer (L'Empereur), au numéro 11.
- Maison den Eijseren Draeck (au Dragon de Fer), actuel 15-17. Vaste maison de maître construite en 1709 sur un terrain bombardé où se dressaient auparavant deux maisons détruites "au Grand Dragon" et au "Petit Dragon" (" den Grooten ende den Cleijnen Draeck") (le "Petit Dragon" ayant porté ensuite le nom "de Witte Roose" ("la Rose Blanche") et située à droite de l'Impasse du Dragon, le rez-de-chaussée a été totalement défiguré en 1882 et transformé en deux devantures commerciales. Selon la légende cette maison est située au lieu même où saint Géry vainquit le Dragon qui semait la terreur sur le territoire de la future cité et dont l'antre était situé à cet endroit près du ruisseau appelé Smaelbeek[5].
- Maison Het Swert (Le Glaive), , au n° 23-25.
- De Kat (le Chat), actuel n° 35 formant le coin avec la rue des Éperonniers où elle porte le n° 43. Immeuble élevé[6] en 1697.
- Maison Huyghe, où G. Huyghe était imprimeur vers 1706.

- Brasserie France [7]près du Marché aux Fromages et de l'église de l'hôpital Saint-Jean, ancienne brasserie de la famille d'Henri Van Cutsem, doyen de la corporation des Brasseurs en 1660, puis de son fils Paul qui passa ensuite à sa fille Catherine.

Celle-ci, après avoir été démolie lors du bombardement de Bruxelles, a été rebâtie par Jean-Baptiste Meeûs (1672-1734) et son épouse Catherine, propriétaires du Théâtre de la Monnaie.

### Rue de la Madeleine
- Maison Venise, rue de la Madeleine, n° 61.
- Manufacture de fils d'or et d'argent, "à l'enseigne du Chat", rue de la Madeleine, n° 59. Jean-Charles Vander Borcht y professait comme tireur d'or.  Ceci d'après une gravure d'Harrewijn.

### Rue du Marché aux Herbes
- L'Agneau Blanc, n° 42, ornée de rares sculptures d'époque par Pierre Van Dievoet.
- Maison du Char d'Or, n° 89
- Maison de la Lunette
- Maison à la Rose
- Maison du Léopard
- Maison de Saint-Paul

### Rue de la Montagne
- Maison du Faucon, n° 12

### Rue de la Tête d'Or
- Maison de la Tête d'Or, n° 1
- Maison de Raeve, n° 3

### Place de la Vieille Halle aux Blés
- Maison de l'Étoile d'Or
- Maison de la Clé d'Or
- Maison du Cornet (Vieille Halle aux Blés)
- Auberge du Roi d'Espagne (Bruxelles)

### Rue des Paroissiens
- Maison Den ouden wildeman, cette cense, (d'après un contrat de vente entre frère et sœur Meeûs) située près de l'église Saint-Nicolas était un ancien bâtiment appartenant à la famille d'Huvettere et qui est passé aux Meeûs.